# Карпиништеа (Бузау)
Карпиништеа (рум. Cărpiniștea) насеље је у Румунији у округу Бузау у општини Бечени. Oпштина се налази на надморској висини од 240 m.

## Становништво
Према подацима из 2002. године у насељу је живело 285 становника, од којих су сви румунске националности.